# Долинна вулиця (Київ)
Доли́нна ву́лиця — вулиця в Солом'янському районі міста Києва, місцевість Новокараваєві дачі. Пролягає від вулиця Комбайнерів до вулиці Професора Караваєва. 

## Історія
Виникла у 40-х роках ХХ століття під назвою 430-а Нова. Сучасна назва  — з 1944 року.